# Luz Saucedo
Luz del Rosario Saucedo Soto (14 de dezembro de 1983) é uma futebolista mexicana que atua como defensora.

## Carreira
Luz Saucedo representou a Seleção Mexicana de Futebol Feminino, nas Olimpíadas de 2004. 